# Eleições estaduais no Rio Grande do Sul em 1950
As eleições estaduais no Rio Grande do Sul em 1950 ocorreram em 3 de outubro como parte das eleições no Distrito Federal, em 20 estados e nos territórios federais do Acre, Amapá, Rondônia e Roraima. Foram eleitos o governador Ernesto Dorneles e o senador Alberto Pasqualini, além de 22 deputados federais e 55 estaduais.
Cinco anos após deixar o Palácio Piratini na condição de último interventor federal designado pelo Estado Novo, o coronel Ernesto Dorneles refez tal caminho via eleição direta. Nascido em São Borja, foi aluno do Colégio Militar de Porto Alegre e da Escola Militar do Realengo. Cunhado de Benedito Valadares, participou da Revolução de 1930 e serviu como adjunto na Polícia Militar de Minas Gerais e a seguir foi designado assessor do gabinete do ministro da Guerra, Eurico Gaspar Dutra. Primo de Getúlio Vargas, substituiu Osvaldo Cordeiro de Farias como interventor federal no Rio Grande do Sul em 1943. Após ingressar no PSD foi eleito senador em 1945, embora tenha entrado em dissidência e abandonado a legenda nos anos seguintes.
Seu retorno ao governo estadual foi viabilizado quando o PTB ficou sem candidato faltando sessenta e cinco dias das eleições em face da morte de Salgado Filho num acidente aéreo no Cerro dos Cortelini em São Francisco de Assis quando o mesmo se dirigia a um encontro com Getúlio Vargas que seria eleito presidente da República em 1950. Graças ao apoio de seu parente ilustre, Ernesto Dorneles foi eleito e cumpriu integralmente um mandato de quatro anos.
Na eleição para senador a vitória foi de Alberto Pasqualini. Gaúcho de Ivorá, formou-se advogado na Universidade Federal do Rio Grande do Sul e iniciou carreira política como vereador em Porto Alegre via Partido Libertador em 1935, até a extinção de seu mandato graças ao Estado Novo. Partidário da Revolução de 1930, foi secretário de Justiça na interventoria de Ernesto Dorneles. Filiado ao PTB, ajudou a criar o programa da agremiação e elaborou teses acerca do trabalhismo. Derrotado por Walter Jobim ao disputar o governo do estado em 1947, obteve agora um mandato de senador referente à vaga de Jorge Braga Pinheiro.
Mediante o resultado da eleição para governador abriu-se uma vaga na bancada gaúcha de senadores e esta foi destinada ao médico Alfredo Simch. Nascido em Santa Cruz do Sul, graduou-se na Universidade Federal da Bahia e especializou-se em Obstetrícia. Membro do Conselho Administrativo da Caixa Econômica Federal no Rio Grande do Sul e foi prefeito de São Jerônimo antes de eleger-se suplente de senador pelo PSD.

## Resultado da eleição para governador
Com informações extraídas do Tribunal Superior Eleitoral.
| Candidatos a governador do estado | Candidatos a vice-governador | Número | Coligação           | Votação | Percentual |
| --------------------------------- | ---------------------------- | ------ | ------------------- | ------- | ---------- |
| Ernesto Dornelles PTB             | Não havia -                  | 14     | PTB (sem coligação) | 329.884 | 47,43%     |
| Cylon Rosa PSD                    | Não havia -                  | 41     | PSD (sem coligação) | 283.942 | 40,83%     |
| Edgar Schneider PL                | Não havia -                  | 20     | PL (sem coligação)  | 80.798  | 11,62%     |
| Mendonça Lima PSB                 | Não havia -                  | 40     | PSB (sem coligação) | 858     | 0,12%      |

## Resultado da eleição para senador
Com informações extraídas do Tribunal Superior Eleitoral.
| Candidatos a senador da República | Primeiro suplente de senador | Número | Coligação           | Votação | Percentual |
| --------------------------------- | ---------------------------- | ------ | ------------------- | ------- | ---------- |
| Alberto Pasqualini PTB            | Aníbal de Primio Beck PTB    | 144    | PTB (sem coligação) | 343.741 | 50,76%     |
| Plínio Salgado PRP                | Félix Rodrigues PRP          | 466    | PRP (sem coligação) | 244.769 | 36,15%     |
| Décio Costa PL                    | Brito Velho PL               | 200    | PL (sem coligação)  | 88.614  | 13,09%     |

## Deputados federais eleitos
São relacionados os candidatos eleitos com informações complementares da Câmara dos Deputados.

Representação eleita
  PTB: 10
  PSD: 8
  PL: 2
  PRP: 1
  UDN: 1

| Deputados federais eleitos | Partido | Votação | Percentual | Cidade onde nasceu    | Unidade federativa |
| Brochado da Rocha          | PTB     | 44.812  |            | Porto Alegre          | Rio Grande do Sul  |
| João Goulart               | PTB     | 39.832  |            | São Borja             | Rio Grande do Sul  |
| Clóvis Pestana             | PSD     | 29.682  |            | Porto Alegre          | Rio Grande do Sul  |
| Rui Ramos                  | PTB     | 23.955  |            | Itaqui                | Rio Grande do Sul  |
| Adroaldo Costa             | PSD     | 23.777  |            | Taquari               | Rio Grande do Sul  |
| Raul Pilla                 | PL      | 21.885  |            | Porto Alegre          | Rio Grande do Sul  |
| Fernando Ferrari           | PTB     | 21.434  |            | São Pedro do Sul      | Rio Grande do Sul  |
| Wolfram Metzler            | PRP     | 21.426  |            | Porto Alegre          | Rio Grande do Sul  |
| Hermes Sousa               | PSD     | 14.617  |            | São Borja             | Rio Grande do Sul  |
| Flores da Cunha            | UDN     | 13.995  |            | Santana do Livramento | Rio Grande do Sul  |
| Henrique Pagnoncelli       | PTB     | 13.433  |            | Erechim               | Rio Grande do Sul  |
| Daniel Faraco              | PSD     | 13.291  |            | Florianópolis         | Santa Catarina     |
| Nestor Jost                | PSD     | 12.843  |            | Candelária            | Rio Grande do Sul  |
| Paulo Couto                | PTB     | 12.697  |            | Rio Grande            | Rio Grande do Sul  |
| Aquiles Mincarone          | PTB     | 12.194  |            | Bento Gonçalves       | Rio Grande do Sul  |
| Coelho de Sousa            | PL      | 12.040  |            | Porto Alegre          | Rio Grande do Sul  |
| Tarso Dutra                | PSD     | 11.281  |            | Porto Alegre          | Rio Grande do Sul  |
| Sílvio Echenique           | PTB     | 10.802  |            | Pelotas               | Rio Grande do Sul  |
| Willy Frohlich             | PSD     | 10.758  |            | Santa Cruz do Sul     | Rio Grande do Sul  |
| Américo Godói Ilha         | PSD     | 10.496  |            | Cachoeira do Sul      | Rio Grande do Sul  |
| César Santos               | PTB     | 10.449  |            | Soledade              | Rio Grande do Sul  |
| Germano Dockhorn           | PTB     | 10.399  |            | Santa Cruz do Sul     | Rio Grande do Sul  |

## Deputados estaduais eleitos
Estavam em jogo as 55 cadeiras da Assembleia Legislativa do Rio Grande do Sul.

Representação eleita
  PTB: 21
  PSD: 17
  PL: 6
  PRP: 4
  UDN: 4
  PSP: 2
  PSB: 1

Fonteː
| Deputados estaduais eleitos por ordem alfabética | Partido | Cidade onde nasceu   | Unidade federativa |
| Adalmiro Bandeira de Moura                       | PSP     | Rio Pardo            | Rio Grande do Sul  |
| Adílio Martins Viana                             | PTB     | Rio Grande           | Rio Grande do Sul  |
| Alberto Hoffmann                                 | PRP     | Ijuí                 | Rio Grande do Sul  |
| Alcides Flores Soares Júnior                     | UDN     | Porto Alegre         | Rio Grande do Sul  |
| Aldo Ângelo Arioli                               | PSD     | Bento Gonçalves      | Rio Grande do Sul  |
| Alfredo Leandro Carlson                          | PTB     | Lagoão               | Rio Grande do Sul  |
| Ariosto Jaeger                                   | PSD     | Tupanciretã          | Rio Grande do Sul  |
| Artur Bachini                                    | UDN     | Pelotas              | Rio Grande do Sul  |
| Cândido Norberto dos Santos                      | PSB     | Bagé                 | Rio Grande do Sul  |
| Croaci Cavalheiro de Oliveira                    | PTB     | Rio de Janeiro       | Rio de Janeiro     |
| Daniel Dipp                                      | PTB     | Passo Fundo          | Rio Grande do Sul  |
| Derli de Azevedo Chaves                          | PSP     | Rosário do Sul       | Rio Grande do Sul  |
| Francisco Solano Borges                          | PL      | Santa Maria          | Rio Grande do Sul  |
| Guido Fernando Mondin                            | PRP     | Porto Alegre         | Rio Grande do Sul  |
| Heitor Galant                                    | PL      | Carazinho            | Rio Grande do Sul  |
| Hélio Alves de Oliveira                          | PL      | Montenegro           | Rio Grande do Sul  |
| Hélio Carlomagno                                 | PSD     | Cruz Alta            | Rio Grande do Sul  |
| Helmuth Closs                                    | PRP     | Ijuí                 | Rio Grande do Sul  |
| Jacinto Marinho Fernandes da Rosa                | PSD     | Uruguaiana           | Rio Grande do Sul  |
| João Batista Marchese                            | PSD     | Encantado            | Rio Grande do Sul  |
| João Caruso Scuderi                              | PTB     | Palermo              | Itália             |
| João Lino Braun                                  | PTB     | Estrela              | Rio Grande do Sul  |
| José Marques da Rocha                            | PSD     | Santa Maria          | Rio Grande do Sul  |
| Leodegário Adail de Morais                       | PSD     | Porto Alegre         | Rio Grande do Sul  |
| Leonel de Moura Brizola                          | PTB     | Carazinho            | Rio Grande do Sul  |
| Leonel Mantovani                                 | UDN     | Porto Alegre         | Rio Grande do Sul  |
| Liberato Salzano Vieira da Cunha                 | PSD     | Cachoeira do Sul     | Rio Grande do Sul  |
| Mário Carlos de Bem Osório                       | PTB     | São Gabriel          | Rio Grande do Sul  |
| Mário de Lima Beck                               | PL      | Santa Maria          | Rio Grande do Sul  |
| Mário Lampert                                    | PSD     | Parobé               | Rio Grande do Sul  |
| Mem de Azambuja Sá                               | PL      | Porto Alegre         | Rio Grande do Sul  |
| Miguel de Castro Moreira                         | PSD     | Rio Grande           | Rio Grande do Sul  |
| Miguel Olive Leite                               | PTB     | Pelotas              | Rio Grande do Sul  |
| Nestor Pereira                                   | PRP     | Taquara              | Rio Grande do Sul  |
| Norberto Harald Schmidt                          | PL      | Santa Cruz do Sul    | Rio Grande do Sul  |
| Odalgiro Gomes Correia                           | PSD     | Palmeira das Missões | Rio Grande do Sul  |
| Osmar da Rocha Grafulha                          | PTB     | Rio Grande           | Rio Grande do Sul  |
| Pio Müller da Fontoura                           | PSD     | Panambi              | Rio Grande do Sul  |
| Pompílio Gomes Sobrinho                          | PSD     | Gravataí             | Rio Grande do Sul  |
| Porcínio Borges Pinto                            | PSD     | Estância Velha       | Rio Grande do Sul  |
| Procópio Duval Gomes Freitas                     | PSD     | Pelotas              | Rio Grande do Sul  |
| Raul Antônio Armando Pereira                     | PTB     | Capão da Canoa       | Rio Grande do Sul  |
| Romeu Roese Scheibe                              | PSD     | Lajeado              | Rio Grande do Sul  |
| Rubem Bento Alves                                | PTB     | Caxias do Sul        | Rio Grande do Sul  |
| Rui Rocha Noronha de Melo                        | PTB     | Pelotas              | Rio Grande do Sul  |
| Siegfried Emanuel Heuser                         | PTB     | Santa Cruz do Sul    | Rio Grande do Sul  |
| Sueli Gomes de Oliveira                          | PTB     | Osório               | Rio Grande do Sul  |
| Sílvio Umberto Ulderico Sanson                   | PTB     | Guaporé              | Rio Grande do Sul  |
| Teobaldo Neumann                                 | PTB     | Tapes                | Rio Grande do Sul  |
| Unírio Carrera Machado                           | PTB     | Santo Ângelo         | Rio Grande do Sul  |
| Vítor Oscar Graeff                               | UDN     | Erechim              | Rio Grande do Sul  |
| Valdomiro Vasconcelos Domingues                  | PTB     | Eldorado do Sul      | Rio Grande do Sul  |
| Walter Peracchi Barcelos                         | PSD     | Porto Alegre         | Rio Grande do Sul  |
| Wilson Vargas da Silveira                        | PTB     | Porto Alegre         | Rio Grande do Sul  |
| Zacarias Albuquerque de Azevedo                  | PTB     | Charqueadas          | Rio Grande do Sul  |